# Francisco Chissumba
Francisco Edgar Chissumba Rodrigues (Braga, 29 maggio 2005) è un calciatore portoghese, difensore dell'Alverca, in prestito dal Braga, e della Nazionale Under-20 portoghese.

## Carriera

### Club
È cresciuto nel settore giovanile del Braga, con cui ha firmato il primo contratto professionistico il 18 luglio 2021. Ha esordito con la squadra B il 3 dicembre 2023 nell'incontro di Terceira Liga perso 1-0 contro il Trofense ed ha segnato il primo gol il 7 gennaio 2024, contro il Sanjoanense.
Il 26 gennaio 2025 ha fatto il suo esordio in prima squadra nella partita di Primeira Liga vinta 3-0 contro il Boavista.
Il 13 agosto successivo viene ceduto in prestito all'Alverca, neopromossa in Primeira Liga.

### Nazionale
Ha giocato nelle nazionali giovanili portoghesi Under-16, Under-17, Under-18, Under-19 e Under-20.

## Statistiche

### Presenze e reti nei club
Statistiche aggiornate al 13 agosto 2025.
| Stagione        | Squadra         | Campionato      | Campionato | Campionato | Coppe nazionali | Coppe nazionali | Coppe nazionali | Coppe continentali | Coppe continentali | Coppe continentali | Altre coppe | Altre coppe | Altre coppe | Totale | Totale | Totale |
| Stagione        | Squadra         | Comp            | Pres       | Reti       | Comp            | Pres            | Reti            | Comp               | Pres               | Reti               | Comp        | Pres        | Reti        | Pres   | Reti   |        |
| --------------- | --------------- | --------------- | ---------- | ---------- | --------------- | --------------- | --------------- | ------------------ | ------------------ | ------------------ | ----------- | ----------- | ----------- | ------ | ------ | ------ |
| 2023-2024       | Braga B         | TL              | 24         | 3          | -               | -               | -               | -                  | -                  | -                  | -           | -           | -           | 24     | 3      |        |
| 2024-2025       | Braga B         | TL              | 16         | 1          | -               | -               | -               | -                  | -                  | -                  | -           | -           | -           | 16     | 1      |        |
| Totale Braga B  | Totale Braga B  | Totale Braga B  | 40         | 4          |                 | -               | -               |                    | -                  | -                  |             | -           | -           | 40     | 4      |        |
| 2024-2025       | Braga           | PL              | 16         | 0          | CP+CdL          | 1+0             | 0               | UEL                | 1                  | 0                  | -           | -           | -           | 18     | 0      |        |
| 2025-2026       | Alverca         | PL              | -          | -          | CP+CdL          | -               | -               | UEL                | -                  | -                  | -           | -           | -           | -      | -      |        |
| Totale carriera | Totale carriera | Totale carriera | 56         | 4          |                 | 1               | 0               |                    | 1                  | 0                  |             | -           | -           | 58     | 4      |        |